# Zgrzytnica fioletowa
Zgrzytnica fioletowa (Agapanthia violacea) – gatunek chrząszcza z rodziny kózkowatych.

## Taksonomia
Gatunek ten opisany został w 1775 roku przez Fabriciusa jako Saperda violacea. Według klasyfikacji Samy z 2008 należy on do podrodzaju Agapanthia s.str. i grupy gatunków A. violacea, natomiast według klasyfikacji Pesariniego i Sabbadiniego z 2004 jest gatunkiem typowym podrodzaju Agapanthia (Smaragdula).

## Morfologia
Zgrzytnica ta osiąga od 7 do 13 mm długości ciała. Ubarwiona jest metalicznie niebiesko, zielono lub fioletowo. Jej przedplecze jest w zarysie prawie kwadratowe. Pokrywy ma o prawie równoległych bokach, dobrze rozwiniętych barkach i mniej lub bardziej regularnym punktowaniu. Od podobnej A. intermedia różni się brakiem kontrastujących, białawych włosków na czułkach i w wierzchołkowej części pokryw.

## Ekologia

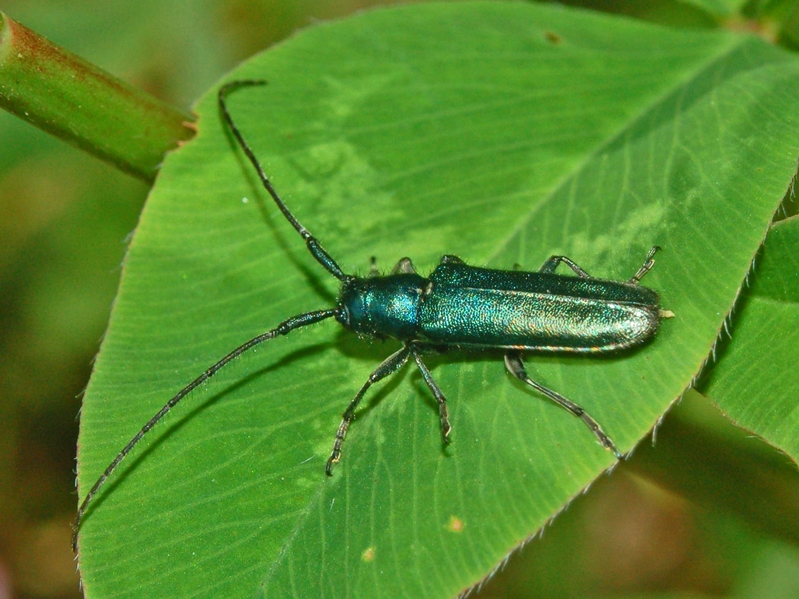
Zgrzytnica fioletowa

Owad ciepłolubny, preferujący siedliska kserotermiczne. Larwy przechodzą rozwój w łodygach świerzbnicy leśnej i polnej, znacznie rzadziej w innych bylinach, np. nostrzykach. Są stadium zimującym. Przepoczwarczenie następuje wiosną. Osobniki dorosłe żyją 2–3 tygodnie i spotyka się je od połowy maja do lipca lub sierpnia, zwykle gdy żerują na łodygach i liściach roślin żywicielskich. Samice składają pojedyncze jaja w nacięcia wykonane w łodygach.

## Występowanie
Gatunek o rozsiedleniu syberyjsko-europejskim. Znany z południowej i środkowej Europy, południowej Syberii po Bajkał, Turcji, Azerbejdżanu, Gruzji, Syrii i Izraela. W Polsce rzadki, występujący głównie w południowej części kraju. Na Czerwonej liście zwierząt ginących i zagrożonych w Polsce z 2002 roku umieszczony jako gatunek najmniejszej troski.